# ダーク・マテリアルズ/黄金の羅針盤
『ダーク・マテリアルズ/黄金の羅針盤』（原題: His Dark Materials、ヒズ・ダーク・マテリアルズ）は、2019年から放送されたイギリス・アメリカ合衆国合作のファンタジーテレビドラマシリーズである。フィリップ・プルマンの『ライラの冒険』を原作とし、ダフネ・キーン、ルース・ウィルソン、アン＝マリー・ダフらが出演する。本作はBBCとHBOの共同で製作されていた。

## 概要
シリーズ1は2019年11月3日から放送された。シリーズ2は2020年11月8日からBBCで放送され、同年11月16日からHBOで放送された。シリーズ3は2022年12月5日からHBO、遅れてBBCで放送されているが、BBC iPlayerでは2022年12月18日に全エピソードが配信された。
日本では、シリーズ1は2020年2月18日からスターチャンネルで日本語字幕・吹き替え版が放送された。シリーズ1のソフトでのタイトルは『ダーク・マテリアルズI / ライラと黄金の羅針盤』である。シリーズ2は『ダーク・マテリアルズ / ライラと黄金の羅針盤 II』として2021年2月21日よりスター・チャンネルで放送された。シリーズ3は『ダーク・マテリアルズ / ライラと黄金の羅針盤 III』として、2023年1月27日よりU-NEXTで配信された。なおU-NEXTではシリーズ1と2を、字幕版とスターチャンネル版と異なる吹き替え版で配信している。

## あらすじ

### シリーズ1のあらすじ
原作三部作の第一部『黄金の羅針盤』に基づく。
平行世界を舞台とし、主人公の少女ライラの住む世界は我々の世界と似ていると同時に異なる。人間には魂である守護動物「ダイモン」が付き添い、思春期まではダイモンはその姿を変えることができる。ダイモンが死ねば人間は死に、人間が死ぬとダイモンは消える。抑圧的な宗教組織「教権」（マジステリアム）が人々の生活を支配する。世界には魔法や言葉を話す動物が存在する。一部の人間は平行世界の間を行き来する。教権は、極北のオーロラを通じて別世界から降るダストを「原罪」として危険視し、ひそかに子供たちをダイモンと切り離す実験を行う。
著名な探検家アスリエル卿の姪であり、オックスフォードの学寮で育てられたライラの周りで、親友のロジャーら子どもたちが誘拐される事件が相次ぐ。
ライラはロジャーを探すため、この世に6個しかない真理計をひそかに持ち、コールター夫人に同行してロンドンに行く。コールター夫人が教権と結びつき、誘拐の黒幕であることを知って逃げ出し、誘拐された子供たちを探す船上の少数民族ジプシャンに同行して極北へ向かう。自分がアスリエル卿とコールター夫人の間の不義の子であることを知る。よろいグマの前王イオレク、気球乗りスコーズビー、魔女セラフィナらの助けを得る。
ライラは教権の誘拐組織ゴブラーの基地を破壊し、誘拐されてダイモンと切り離されつつあった子供たちを救い出す。母を敵に回し、囚われの父を探しに気球で北へ向かう。イオレクの王座復帰を助け、父と再会する。アスリエル卿は別世界への窓を開くため、別世界からオーロラを通してダストが降り注ぐ下でロジャーとダイモンの絆を断ち切り、エネルギーを噴出させる。父に続いてライラも別世界へ渡る。
世界間を自由に移動するボーリアル卿は、やはり世界間を移動する探検家グラマンの息子ウィル・パリーを別世界のオックスフォードで見つける。ウィルはボーリアル卿の手下を殺してしまい、警察から逃げて世界間の窓を通る。

### シリーズ2のあらすじ
原作三部作の第二部『神秘の短剣』に基づく。
物語はライラの世界、ウィルの世界、都市チッタガーゼの世界をめぐる。
ライラは、別世界への窓を通り、スペクターが大人の魂を奪うために子供しか住んでいない都市チッタガーゼに着き、さらに別世界のオックスフォードから来たウィル・パリーに出会う。二人はウィルの世界に行き、ライラは真理計の導きで、コンピューター「ケーブ」を用いて暗黒物質/ダストとの交信を研究するメアリー・マローンに会う。真理計はウィルの父親のジョン・パリー/グラマンを探すよう示す。ボーリアル卿は真理計を盗み、チッタガーゼの「天使の塔」にある「短剣との交換を二人に求める。
ウィルは「天使の塔」に入り、指を二本無くしながらも、世界間の窓を切り開くことができる「神秘の短剣」の守り手の後継となる。ライラの世界では、コールター夫人が教権の枢機卿となったマクフェイルに魔女たちを攻撃させる。セラフィナら魔女たちは予言に従ってライラを探し、教権と戦ってアスリエル卿の開いた窓を通る。ライラの世界では、スコーズビーが魔女たちの依頼で、ジョパリと名乗る探検家グラマンを探し当て、共に気球で世界間の窓を通る。
コールター夫人は娘ライラを探し、ボーリアル卿の導きでウィルの世界のオックスフォードに渡る。ウィルとライラは、短剣を使ってウィルの世界への窓を切り開き、ボーリアル卿から真理計を取り戻してチッタガーゼに戻る。暗黒物質/ダストはメアリーと交信して自らを天使と呼ぶ。
ケーブの指示を受けたメアリー、魔女たち、ボーリアル卿とコールター夫人、スコーズビーとグラマンがウィル、ライラ、短剣を追ってそれぞれチッタガーゼに来る。コールター夫人はスペクターを操る技を覚え、邪魔になったボーリアル卿を殺す。ライラが第二のイヴであるとの予言を知り、ライラを誘拐する。マクフェイル枢機卿は、真理計がライラを教権に対する脅威であると指示したことを知り、ライラを追い教権の軍隊を別世界に送り込む。スコーズビーとグラマンは教権に殺される。ウィルは一人でアスリエル卿のもとに向かう。アスリエル卿は、天使に戦争への助力を呼び掛ける。

### シリーズ3のあらすじ
原作三部作の第三部『琥珀の望遠鏡』に基づく。
ライラはコールター夫人によって捕らわれ保護されるも、ウィルによって救出される。ウィルは父の意志に従い「神秘の短剣」を携えてアスリエル卿の戦いに参加しようとするが、その前にロジャーを救い出そうとするライラと死者の島に同行する。ダイモンと別れたライラとウィルは、死後は天国に行けると教権に騙され煉獄にとらわれた人々の幽霊に会い、その中にロジャーやスコーズビー、そしてウィルの父ジョン・パリーを見つける。ライラとウィルは幽霊たちを導き、美しい世界への扉を開いて人々を煉獄から脱出させて自然界の一部とし、魔女の第一の予言は成就される。
アスリエル卿は、オーソリティとその摂政メタトロンに戦いを挑み、オグンウェ将軍の勢力を自軍に加える。オーソリティは一介の天使でありながら創造主を騙り、数々の平行世界で教権やその類似宗教を手先として複数の世界を支配する。天使たちはオーソリティ側とアスリエル側に別れ、魔女たちはアスリエル側につく。
教権の長となったマクフェイル枢機卿は、ライラを「罪の母イブ」と呼び、追跡して殺す爆弾を作らせる。コールター夫人は阻止しようとするが、ウィルが短剣を持っていると知ったオーソリティの摂政天使メタトロンが爆弾を発射し、マクフェイルは巻き添えで死ぬ。爆発はダストを乱して平行世界に奈落を作り出す。コールター夫人はアスリエルの軍に加わる。
オーソリティの宮殿クラウデッド・マウンテンが迫る中、アスリエルの軍は、イブが再び堕落すれば平行世界がオーソリティの支配から逃れると言う魔女の予言を成就するため、戦ってライラのために時間を稼ぐ。アスリエルとコールター夫人はメタトロンとともに死に、クラウデッド・マウンテンは消滅する。ライラはダイモンと再会する。囚われていた傀儡のオーソリティも死ぬ。
ライラとウィルは、美しい世界でメアリー・マローンに再会する。二人がキスをすると「イブの堕落」により平行宇宙のダストは元に戻り、多元宇宙は癒されて魔女の予言は成就する。だがかつて「ケーブ」でメアリーに語りかけた天使ザファニアから、闇が平行宇宙に流れ込むのを防ぐためには、すべての世界間の窓を閉じなければならないと聞かされる。ダイモンを生かすため、二人はそれぞれ元の世界に戻らなくてはならない。二人は死後に再会することを約して別れ、それぞれの世界のオックスフォードに戻り、それぞれの人生を生きる。

## キャスト
※日本語吹替はスター・チャンネル版 / U-NEXT版の順。

### メイン
- ライラ・ベラクア（英語版）
  - 演 - ダフネ・キーン、日本語吹替 - 佐藤里緒[5] / 千本木彩花[6]
  - オックスフォードのジョーダン学寮で育てられた少女。ダイモンはパンタライモン。
- マリサ・コールター夫人（英語版）
  - 演 - ルース・ウィルソン、日本語吹替 - よのひかり[5] / 田中敦子[6]
  - ライラが預けられる探検家、聖ソフィア学寮の一員、実はライラの母。ダイモンは猿。
- マ・コスタ
  - 演 - アン＝マリー・ダフ、日本語吹替 - 日野由利加[5] /
  - ライラの乳母だったジプシャンの女性。 (S1)
- 学寮⻑
  - 演 - クラーク・ピータース、日本語吹替 - 五王四郎[5] /
  - ライラが預けられたジョーダン学寮長。 (S1)
- ファーダー・コーラム
  - 演 - ジェームズ・コスモ、日本語吹替 - 秋元羊介[5] / 木村雅史
  - ジプシャンの老人、セラフィナ・ペカラの元恋人。 (S1)
- ボーリアル卿
  - 演 - アリヨン・バカレ（英語版）、日本語吹替 - 白熊寛嗣[5] /  広瀬彰勇
  - 教権の重要人物で二つの世界を行き来する。ダイモンは蛇。(S1-S2)
- マクフェイル神父
  - 演 - ウィル・キーン（英語版） 日本語吹替 -  /  中野泰佑
  - 教権の規律監督法院長、後に枢機卿。
- ジョン・ファー
  - 演 - ルシアン・ムサマティ（英語版）、日本語吹替 - 竹田雅則[5] /
  - 西部のジプシャンの統領。 (S1)
- ソロルド
  - 演 - ゲイリー・ルイス
  - アスリエル卿の助手。(S1-S2)
- ロジャー
  - 演 - ルウィン・ロイド、日本語吹替 - 野口瑠璃子[5] / 橘あんり[6]
  - ジョーダン学寮の台所の手伝いの少年、ライラの親友。
- トニー・コスタ
  - 演 - ダニエル・フロッグソン
  - マ・コスタの長男。 (S1)
- アスリエル卿（英語版）
  - 演 - ジェームズ・マカヴォイ、日本語吹替 - 平川大輔[5] / 関智一[6]
  - ライラの叔父、実はライラの父、探検家。
- リー・スコーズビー
  - 演 - リン＝マヌエル・ミランダ、日本語吹替 - 佐藤せつじ[5] / 浪川大輔[6]
  - 気球乗り。ダイモンはホッキョクウサギのヘスター。
- セラフィナ・ペカラ
  - 演 - ルタ・ゲドミンタス（英語版）、日本語吹替 - 林真里花[5] / 浅野真澄
  - 魔女、ファーダー・コーラムの元恋人、エラナ湖の一帯の女王。ダイモンはハクガンのカイザ。
- アデル・スターミンスター
  - 演 - リア・ウィリアムズ（英語版）
  - ライにゴブラーがG.O.B.であることを教えるジャーナリスト。(S1)
- クーパー博士
  - 演 - リア・ウィリアムズ（英語版）
  - ボルバンガーに勤務するゴブラーの科学者。(S1、S3)
- グラマン / ジョン・パリー / ジョパリ
  - 演 - アンドリュー・スコット
  - 13年前に極北で失踪した冒険家、別世界では海兵隊出身のジョン・パリー大佐。
- ウィル・パリー（英語版）
  - 演 - アミール・ウィルソン（英語版）、日本語吹替 - 虎島貴明[5] /八代拓
  - 別世界のオックスフォードで暮らすジョン・パリーの息子。
- エレイン・パリー
  - 演 - ニーナ・ソサーニャ（英語版）
  - 別世界で暮らすジョン・パリーの妻、ウィルの母。
- ルタ・スカジ女王
  - 演 - Jade Anouka
  - ラトビアの魔女女王、アスリエル卿の元恋人。 (S2-S3)
- グレーヴス神父
  - 演 - Sean Gilder
  - 教権の一員。 (S2)
- メアリー・マローン
  - 演 - Simone Kirby
  - ウィルの世界の研究者。 (S2-S3)
- パラディシ
  - 演 - テレンス・スタンプ、日本語吹替 - / 糸博
  - チッタガーゼに住む短剣の所持者。(S2)
- アーマ
  - 演 - Amber Fitzgerald-Woolfe
  - 島でコールター夫人に補給品を届ける聾の少女。(S3)
- オグンウェ
  - 演 - アドウェール・アキノエ＝アグバエ
  - アスリエル卿が軍を任せる将軍。(S3)
- ローク
  - 演 - ジョナサン・アリス
  - アスリエル卿の協力者で、羽の生えた小人であるガリベスピアンの偵察部隊隊長。(S3)
- サルマキア
  - 演 - Sian Clifford
  - ガリベスピアンの偵察隊員。ロークの部下。(S3)
- バルサモス
  - 演 - Kobna Holdbrook-Smith
  - ウィルをアスリエル卿の戦いに誘う反オーソリティの天使。(S3)
- バルク
  - 演 - Simon Harrison
  - バルサモスの恋人である、反オーソリティの天使。エノクの弟。(S3)
- ザファニア
  - 演 - Chipo Chung
  - アスリエル卿に与する反オーソリティの天使。(S3)
- ゴメス
  - 演 - Jamie Ward
  - 教権の神父。(S3)
- メタトロン
  - 演 - アレックス・ハッセル
  - オーソリティの摂政である天使。元は人間エノク。(S3)

### リカーリングおよびゲスト
- ベンジャミン
  - 演 - サイモン・マンヨンダ（英語版）
  - ジプシャン。(S1)
- ジャック
  - 演 - ジェフ・ベル（英語版）
  - ジプシャン。(S1)
- ビリー・コスタ
  - 演 - タイラー・ハウイット
  - マ・コスタの次男、ジプシャン。(S1)
- レイモンド・バン・ゲリット
  - 演 - マット・フレイザー（英語版）
  - ジプシャン。(S1)
- ギャレット神父
  - 演 - デビッド・ランガム、日本語吹替 - 出先拓也 /
  - 教権の一員。
- フラ・パベル
  - 演 - フランク・バーク、日本語吹替 - 長谷川敦央 /
  - 真理計を使うことができる、教権の規律監督法院の一員。
- トーマス
  - 演 - ロバート・エムズ（英語版）
  - 別世界でボーリアル卿に雇われる男。(S1)
- ウォルターズ警部
  - 演 - ジェイミー・ウィルクス、日本語吹替 - / 山田浩貴
  - トーマスの仲間。(S1-S2)
- シスター・クララ
  - 演 - モーフィッド・クラーク、日本語吹替 - 司薫 /  那村有香
  - ボルバンガーの基地のゴブラーの一員。(S1)
- アンジェリカ
  - 演 - ベラ・ラムジー（英語版）
  - チッタガーゼに住む少女。(S2)
- アラルバス
  - 演 - Wade Briggs
  - オーソリティーに仕える天使。(S3)

### 声の出演
- ステルマリア
  - 声 - ヘレン・マックロリー、日本語吹替 - きそひろこ[5] /
  - アスリエル卿のダイモンである白豹。
- パンタライモン
  - 声 - キット・コナー（英語版）、日本語吹替 -  / 森久保祥太郎[6]
  - ライラのダイモン。多くの姿となる。
- サルシリア
  - 声 - エロイーズ・リトル、日本語吹替 - 鈴木陽斗実[5] /
  - ロジャーのダイモン。
- アリシア
  - 声 - Phoebe Scholfield
  - 学寮長のダイモン。
- Lyuba
  - 声 - Libby Rodliffe
  - トニー・コスタのダイモン。
- ヘスター
  - 声 - クリステラ・アロンツォ（英語版）、日本語吹替 - 塙英子[5] /
  - リー・スコーズビーのダイモン、ホッキョクウサギ。
- カイザ
  - 声 - デヴィッド・スーシェ、日本語吹替 - 山本高広[5] /
  - セラフィナ・ペカラのダイモン、フクロウ。
- イオファー・ラクニソン
  - 声 - Peter Serafinowicz、日本語吹替 - 乃村健次
  - イオレクを追放した、よろいグマの現王。
- イオレク・バーニソン
  - 声 - ジョー・タンベルグ、日本語吹替 - 乃村健次[5] / 森川智之[6]
  - よろいグマの前王。
- オクタヴィア
  - 声 - リンゼイ・ダンカン
  - マクファイル神父のデーモン（S2、3）
- サヤン・コトール
  - 声 - フィービー・ウォーラー＝ブリッジ
  - ジョン・パリーのデーモン（S2）

## エピソード

### シリーズ1のエピソード
| 通算 話数 | シーズン 話数 | タイトル                          | 監督           | 脚本        | 放送日         | UK視聴者数 (百万人) | US 視聴者数 (百万人) |
| --- | ------------- | --------------------------------- | -------------- | ----------- | -------------- | ------------------- | -------------------- |
| 1 | 1             | "ジョーダン学寮" "Lyra's Jordan"  | トム・フーパー | Jack Thorne | 2019年11月3日  | 9.72                | 0.424                |
| 赤子のライラは叔父のアスリエル卿によってオックスフォードのジョーダン学寮に預けられる。12年後、ライラはダイモンのパンタライモン(パン)とともに暮らし、台所の手伝いの少年ロジャーを親友とする。アスリエル卿が久々に北極探検から戻り、ライラは学寮長による毒殺から救う。アスリエル卿は、教権（マジステリアム）には異端とみなされる、ダスト越しに見える別世界の写真と探検家グラマンの頭部を持ち帰る。アスリエル卿はライラを置いて再び探検に出かける。ジプシャンのマ・コスタの次男ビリーが伝説的存在のゴブラーに誘拐され、ロジャーもまた行方不明になる。学寮長はこの世に6個しかない真理計の一つをライラに贈り、ライラを探検家のコールター夫人に預ける。二人はロンドンに向かう。ジプシャンたちもまたビリーを探してロンドンに向かう。 |               |                                   |                |             |                |                     |                      |
| 2 | 2             | "北方の計画" "The Idea of North"  | トム・フーパー | Jack Thorne | 2019年11月10日 | 7.71                | 0.369                |
| ライラはロンドンでコールター夫人とともに豪華な生活をしながら、ロジャーを探すよう求め続ける。オックスフォードでは、教権のボーリアル卿が学寮長を訪ねてグラマンの頭部を見ることを拒否され、別世界に移動してトーマスにグラマンを見つけるよう命じる。教権の規則監督法院がコールター夫人を訪ね、ライラは立ち聞きをする。夫人は自分のデイモンにパンを襲わせ、アスリエル卿がライラの父親であることを漏らす。夫人は密かにロジャーやビリーら囚われの子供たちを訪ね、北への冒険に向かうと告げる。ライラは夫人が教権の総献身評議会(G.O.B.)と関係することを知る。夫人の家でのパーティーで、G.O.B.こそがゴブラーであると聞かされて逃げ出すが、ゴブラーに捕まる。 |               |                                   |                |             |                |                     |                      |
| 3 | 3             | "偵察" "The Spies"                | Dawn Shadforth | Jack Thorne | 2019年11月17日 | 7.22                | 0.348                |
| ライラはビリーの兄トニー・コスタらジプシャンに救われ、船に隠れる。コールター夫人は教権の手下とともに聖域権を侵してジョーダン学寮を荒らし、ライラが真理計を所持していることを知る。教権はライラを探してジプシャンの船を捜索する。マ・コスタはライラに、ライラがコールター夫人とアスリエル卿の不義の子であり、卿は夫を殺してライラをジョーダン学寮に隠したと明かす。ライラはジプシャンを説得して子供たちを救うため極北へ向かわせる。トニーとベンジャミンはコールター夫人の家に忍び込み、誘拐された子供たちのリストを持ち帰るが、ベンジャミンは死ぬ。ライラは自然に真理計を使えるようになる。コールター夫人の放った偵察虫がライラの場所を報告する。 ボーリアル卿は再び別世界に行き、トーマスからグラマンが海兵隊出身の探検家ジョン・パリー大佐であり、妻子がいると聞く。                                                                                         |               |                                   |                |             |                |                     |                      |
| 4 | 4             | "よろい" "Armour"                 | Otto Bathurst  | Jack Thorne | 2019年11月24日 | 6.88                | 0.396                |
| 気球乗りのリー・スコーズビーが、よろいグマの前王イオレクに借りを返すためにトロールサンドに来る。ライラとジプシャンたちもトロールサンドに来て、ライラとファーダー・コーラムは魔女セラフィナの助けを得るために魔女領事に会い、酒に酔って暴れたためによろいを奪われて年季奉公中のイオレクの助力が必要だと教えられる。ファーダー・コーラムとジョン・ファーはセラフィナのダイモンのカイザに会い、さらに北へ向かうよう指示される。ライラとスコーズビーはともにイオレクに拒否されるが、ライラが真理計でよろいの隠し場所を見つけ、イオレクはよろいを取り戻して助力を約束する。コールター夫人は教権によってG.O.B.の長の地位から追われそうになり、アスリエルを捕らえたことを明らかにする。飛行船で極北に飛んで、アスリエルを捕らえたよろいグマの現王イオファー・ラクニソンに会い、洗礼と教権への加入を提案する。                                                        |               |                                   |                |             |                |                     |                      |
| 5 | 5             | "行方不明の少年" "The Lost Boy"   | Otto Bathurst  | Jack Thorne | 2019年12月1日  | 6.69                | 0.467                |
| ライラ、イオレク、スコーズビーやジプシャンたちの一行はボルバンガーに近づくが、真理計に導かれたライラとイオレクは近くの別の村に向かう。ファーダー・コーラムは元恋人のセラフィナに再会して子供たちを救う手助けを求める。ライラとイオレクは村でダイモンから切り離されたビリー・コスタを見つけて連れ戻すが、まもなくビリーは死ぬ。キャンプが襲われ、ライラは誘拐されてゴブラーの基地があるボルバンガーに連れて行かれる。 別世界では、ボーリアル卿が、世界間を行き来していると信じるグラマンの息子のウィル・パリーと心の病を患う母親エレインを見張る。 |               |                                   |                |             |                |                     |                      |
| 6 | 6             | "ダイモンの檻" "The Daemon-Cages" | Euros Lyn      | Jack Thorne | 2019年12月8日  | 6.36                | 0.393                |
| ライラは名をリジーと偽り、ロジャーを含む子供たちに会う。ゴブラーが子供たちからダイモンを切り離す実験をしていることを知る。コールター夫人がやってきて、ライラとパンの切り離しを止めさせる。ライラに大人はダストに汚染され、思春期の後はダイモンは害となると言い、自分の味方になり真理計を渡すよう迫る。ライラは偵察虫にコールター夫人を襲わせて逃げ、子供たちを逃がし、切除機を破壊する。ジプシャンたち、スコーズビー、イオレク、セラフィナが基地を襲って子供たちを救出し、科学者や兵隊を殺すが、コールター夫人は脱出する。ジプシャンたちは子供を連れて南へ戻り、ライラ、ロジャー、スコーズビー、イオレクはアスリエル卿を探すために気球に乗って北へ向かう。セラフィナはライラが世界の命運を握るとスコーズビーに語る。気球が怪物クリフ・ガースト(崖鬼)に襲われてライラは落下する。 別世界では、トーマスともう一人の男が見張る中、ウィルが父の残した手紙を読む。 |               |                                   |                |             |                |                     |                      |
| 7 | 7             | "死闘" "The Fight to the Death"   | Jamie Childs   | Jack Thorne | 2019年12月15日 | 6.08                | 0.485                |
| 地上に落ちたライラはよろいグマに捕らえられ、王イオファーのもとに連行される。真理計を使ってイオファーをだまし、自分は魔法で作られたイオレクのダイモンであると信じ込ませる。自分を探しに来たイオレクと決闘するよう仕向け、イオレクは重傷を負いながらイオファーを倒して王に返り咲き、ライラにシルバータンの名を贈る。ライラ、ロジャー、イオレクはアスリエル卿の研究室へ旅し、ライラは父と再会する。コールター夫人もマクフェール神父や教権の兵とともに研究室へ向かう。セラフィナは不時着したスコーズビーに、ライラが助けを必要としていると告げる。 別世界では、ボーリアル卿がエレインに亡き夫のことを訪ねるが、協力を拒まれる。トーマスともう一人の男はジョン・パリーの手紙を盗むためにエレインの家に忍び込み、ウィルがトーマスを殺す。 |               |                                   |                |             |                |                     |                      |
| 8 | 8             | "裏切り" "Betrayal"               | Jamie Childs   | Jack Thorne | 2019年12月22日 | 5.87                | 0.502                |
| アスリエル卿は娘と認めたライラに、教権が「原罪」だと考え危険視するダストは極北のオーロラを通して他の平行世界から降り注ぐ物理的な存在であり、真理計を動かす源だと語る。コールター夫人と教権の兵が研究室に到着する。アスリエル卿は山に向かい、オーロラの下でロジャーとダイモンの絆を断ち切って大きなエネルギーを噴出させて別世界への橋を開くが、ロジャーは死ぬ。ライラもイオレクや他のよろいグマたちと山に向かい、教権の飛行船隊と戦闘になる。アスリエル卿はコールター夫人に再会するが、同行の誘いは断られて単身別世界に渡る。ライラも別世界に渡る。 別世界では、真理計でウィルの重要性を知ったボーリアル卿がウィルを探させる。警察も行方不明のウィルを探し、人を殺してしまったウィルは逃げる。ウィルは別世界への窓を見つける。 |               |                                   |                |             |                |                     |                      |

### シリーズ2のエピソード
| 通算 話数 | シリーズ 話数 | タイトル                             | 監督          | 脚本                               | 放送日         | UK視聴者数 (百万人) | US 視聴者数 (百万人) |
| --- | ------------- | ------------------------------------ | ------------- | ---------------------------------- | -------------- | ------------------- | -------------------- |
| 9 | 1             | "新たな出会い" "The City of Magpies" | Jamie Childs  | Jack Thorne                        | 2020年11月8日  | 5.63                | 0.227                |
| 窓を通り抜けて別世界に来たライラとパンタライモンは、オーロラから見た都市チッタガーゼにいることを知り、他の世界から来たウィル・パリーに出会う。都市には子供しかおらず、大人になるとスペクターに魂を奪われると聞かされる。ライラはウィルの世界にもオックスフォードがあると知る。夜、ウィルは短剣の幻視を見て「天使の塔」に行き、スペクターに襲われる。リー・スコーズビーは戦いに備える魔女たちに会いに行き、探検家のグラマンを探すよう求められる。コールター夫人は教権の軍艦に捕らえられた魔女カッチャを拷問し、死ぬ前にライラに関する予言の存在を知らされる。枢機卿はカッチャを救いに来た魔女に襲撃され重傷を負う。コールター夫人は、マクフェイル院長に後を継ぐよう促す。 |               |                                      |               |                                    |                |                     |                      |
| 10 | 2             | "シャドー" "The Cave"                | Jamie Childs  | Jack Thorne and Francesca Gardiner | 2020年11月15日 | 5.01                | 0.229                |
| ライラとウィルはウィルの世界のオックスフォードに行き、別行動をとる。ライラは自然史博物館でボーリアル卿に会う。真理計の示す、ダーク・マター（暗黒物質）の研究者メアリー・マローンに会う。ライラは真理計をメアリーに見せ、メアリーはダストと同じものである暗黒物質と交信する、コンピューターのケーブを見せる。ウィルは母親の様子を探ったのち、父親の両親に会いに行く。祖父はボーリアル卿に連絡し、ウィルは怪しんで逃げる。ライラはウィルに真理計を見せる。真理計はウィルの父親を探すよう示す。一方、コールター夫人の示唆でマクフェイルは魔女の土地を爆撃させ、枢機卿となる。夫人はライラが別世界に行ったことをソロルドから聞く。 |               |                                      |               |                                    |                |                     |                      |
| 11 | 3             | "こそ泥" "Theft"                     | Leanne Welham | Jack Thorne and Sarah Quintrell    | 2020年11月22日 | 4.70                | 0.234                |
| 魔女たちは教権に復讐を誓う。セラフィナのダイモンはイオレクを訪ねてライラにまつわる予言を伝える。ライラはウィルの世界のオックスフォードに戻りメアリーに会いに行くが、警察が来る。ライラは逃げてボーリアル卿の車に乗り、真理計を盗まれてしまう。スコーズビーはグラマンを探してエニセイという町に来る。教権のスパイであるヘイリー博士に殺されそうになり、反撃して殺してしまい逮捕される。コールター夫人がエニセイに来てスコーズビーにライラの居場所を尋ねるが拒否される。ボーリアル卿がライラを見つけたと連絡をよこし、コールター夫人はライラを守らせるためにスコーズビーを脱獄させる。ライラとウィルはボーリアル卿に会いに行き真理計の返還を求める。ボーリアル卿は、チッタガーゼの「天使の塔」に隠された短剣を持ってくるよう二人に求める。 |               |                                      |               |                                    |                |                     |                      |
| 12 | 4             | "天使の塔" "Tower of the Angels"     | Leanne Welham | Jack Thorne and Namsi Khan         | 2020年11月29日 | 4.749               | 0.264                |
| スコーズビーはジョパリと名乗るグラマンに会う。ジョパリは息子を別世界に残してきたと言う。「神秘の短剣」のことを語り、その守り手をアスリエルに会わせなければならないと話す。ライラとウィルはチッタガーゼの「天使の塔」に登り、短剣の守り手である縛られた老人パラディシに会う。ウィルは短剣を盗んだ若い男と戦い、取り戻すも指を二本失う。パラディシは指を失ったことは短剣の次の守り手となる徴であると言い、短剣により別世界への窓を切り開く術を教える。ライラとウィルが去ったのち、パラディシは自殺してスペクターから逃れる。短剣を盗んだ男はスペクターに襲われる。暗黒物質/ダストはケーブを通して、自分たちは天使であるとメアリーに語る。ボーリアル卿はコールター夫人に会い、ライラが行った別世界のことを語る。二人はチッタガーゼを通って別世界のオックスフォードに行く。魔女たちはライラを探すため、警戒中の教権の飛行船を攻撃し、アスリエルの作った窓を通りぬける。 |               |                                      |               |                                    |                |                     |                      |
| 13 | 5             | "奪還計画" "The Scholar"             | Leanne Welham | Francesca Gardiner                 | 2020年12月6日  | 4.844               | 0.216                |
| マクフェイル枢機卿は魔女による攻撃を知り、ライバルのグレーヴス神父を逮捕させ、真理計を使うフラ・パベルに命じてコールター夫人の居場所を調べさせる。コールター夫人はメアリー・マローンに会う。アンジェリカは短剣を盗み、スペクターに魂を抜かれた男が兄だと嘆き、ウィルとライラを責める。ウィルとライラは短剣を使ってウィルの世界に渡り、ボーリアル卿の家で卿とコールター夫人と対決し、真理計を取り戻してチッタガーゼに戻る。コールター夫人はライラを追いかけようとするが、ボーリアル卿はスペクターの危険を説いて止めようとする。ケーヴはメアリーに、ヘビとしての務めを果たし、別世界に渡ってウィルとライラを救うよう語る。メアリーは窓を通ってチッタガーゼに渡る。 |               |                                      |               |                                    |                |                     |                      |
| 14 | 6             | "予言" "Malice"                      | Jamie Childs  | Jack Thorne and Lydia Adetunji     | 2020年12月13日 | 4.770               | 0.202                |
| フラ・パベルは真理計がライラを教権に対する重大な脅威として示したことをマクフェイル枢機卿に明かす。ボーリアル卿とコールター夫人が短剣とライラを探しにチッタガーゼに来る。スペクターが二人を襲うが、コールター夫人が退ける。邪魔になったボーリアル卿を毒殺する。兄の復讐のため、アンジェリカら少年少女たちがウィルとライラを襲い、二人はセラフィナら魔女たちに救われる。魔女たちはウィルの傷を治すため、ライラの世界から薬草を持ち帰る。スペクターが魔女たちを襲うが、ウィルが短剣で退ける。スコーズビーとグラマンがチッタガーゼの世界に気球で来る。教権の3隻の飛行船が襲う。グラマンがシャーマンの力で嵐と鳥の群れを呼ぶ。 2隻は落下し、残る1隻に撃たれて気球は落下する。 |               |                                      |               |                                    |                |                     |                      |
| 15 | 7             | "それぞれの務め" "Æsahættr"          | Jamie Childs  | Jack Thorne                        | 2020年12月20日 | 4.696               | 0.347                |
| メアリーは旅を続ける。コールター夫人はスペクターを操りチッタガーゼの街で魔女を拷問し、ライラの居場所とライラが第二のイヴであるとの予言を聞き出す。ライラを眠らせて誘拐する。スコーズビーは教権の追っ手に殺され、グラマンもまた短剣の守り手である息子ウィルに会ったのちに殺される。ウィルは一人でアスリエル卿のもとに向かう。アスリエル卿は天使たちに戦争への助力を訴えて承諾を得る。 |               |                                      |               |                                    |                |                     |                      |

### シーズン3のエピソード
| 16 | 1 | "眠るもの" "The Enchanted Sleeper"                | Amit Gupta        | Jack Thorne and Amelia Spencer | 2022年12月5日 (US)  | 0.154 (US) |
| 16 | 1 | "眠るもの" "The Enchanted Sleeper"                | Amit Gupta        | Jack Thorne and Amelia Spencer | 2022年12月18日 (UK) | 4.599 (UK) |
| コールター夫人はライラを薬で眠らせて北の海に浮かぶ島の礼拝堂に隠れる。ライラとパンは逃げるもすぐに捕まる。補給品をコールター夫人に届ける聾の少女アーマは不審感をもつ。 ウィルはライラを探し、オーソリティに歯向かおうとする二人の天使バルサモスとバルクに会い、短剣エサハットルを持ってアスリエル卿の戦いに加わるよう求められる。ウィルがライラを探すことを優先したため、天使の一人バルサモスがウィルに同行することにする。二人は港でイオレク・バーニンに出くわし、供に船で島に向かう。 別の世界では、オーソリティのこの世界の手先である「寺院」に捕らえられた反乱軍のオグンウェ将軍をアスリエル卿が救出し、オーソリティとの戦いの軍を率いるよう願う。 ジュネーブでは、教権のマクフェイル枢機卿がゴメス神父にコールター夫人とライラを探すよう命じる。 |   |                                                   |                   |                                |                     |            |
| 17 | 2 | "再会" "The Break"                                | Amit Gupta        | Jack Thorne and Amelia Spencer | 2022年12月5日 (US)  | 0.154 (US) |
| 17 | 2 | "再会" "The Break"                                | Amit Gupta        | Jack Thorne and Amelia Spencer | 2022年12月24日 (UK) | 3.046 (UK) |
| メアリー・マローンはオグンウェ将軍の世界に来て、寺院に両親を捕らえられたために残った二人の少女に会う。別の世界では、オーソリティに従う天使アラルバスがバルクと空中で戦って殺し、アスリエル卿に連れられてきたオグンウェ将軍のキャンプに落ちて捕らえられる。アスリエル卿はアラルバスを拷問して、暗黒の天使メタトロンがオーソリティの摂政になり、ダストを破壊しようとしていることを知る。スパイとして送り込んだサルマキアから、教権がライラのいる島を見つけたと聞いて"意志機"で島に来るが、既にウィルが救出している。 ウィル、バルサモス、イオレクは船でライラが捕らわれた島に来る。アーマの助けでライラの眠る礼拝堂に来る。バルサモスはバルクの死を感じ取り、悲嘆にくれて飛び去る。ウィルはコールター夫人と話し、一度はライラを託して父アスリエル卿のもとに参じようとする。 ジュネーブでは、マクフェイル枢機卿がライラを「罪の母」である「イブ」と断じて探索を命じる。フラ・パベル神父がライラのいる島を見つけ、ゴメス神父が飛行船の艦隊を率いて到来し、礼拝堂でライラを発見する。ウィルはライラを救い出し、イオレクの助けで教権の軍から逃げて別世界に行くが、短剣は折れる。 |   |                                                   |                   |                                |                     |            |
| 18 | 3 | "宣戦布告" "The Intention Craft"                  | Charles Martin    | Jack Thorne                    | 2022年12月12日 (US) | 0.132 (US) |
| 18 | 3 | "宣戦布告" "The Intention Craft"                  | Charles Martin    | Jack Thorne                    | 2023年1月1日 (UK)   | 3.338 (UK) |
| ウィルは父の意志に従って、折れた短剣をもってアスリエルのもとに行こうとするが、ライラは夢で見たロジャーを救い出すために死者の国に行こうとする。口論ののちに二人はイオレクのもとに行って短剣を修理してもらい、短剣を用いて死者の国に行く。 コールター夫人はアスリエルに捕らえられてキャンプに監禁された後、協力を約束して解放される。だがウィルの剣が折れたことを隠す。アスリエルは偽りの創造主であるオーソリティとその摂政メタトロンとの戦いにコールター夫人を誘い、捕らえたアラルバスを見せる。アスリエルは夫人の技術と自分の技術を融合してアラルバスを切り刻み、警告がわりにメタトロンのもとに届ける。コールター夫人はアスリエルの乗り物「意志機」を盗んで逃げる。 メアリーは旅を続け、クーパーはマクフェイルに雇われる。 |   |                                                   |                   |                                |                     |            |
| 19 | 4 | "ライラの死" "Lyra and Her Death"                 | Charles Martin    | Jack Thorne                    | 2022年12月12日 (US) | 0.132 (US) |
| 19 | 4 | "ライラの死" "Lyra and Her Death"                 | Charles Martin    | Jack Thorne                    | 2023年1月8日 (UK)   | 3.308 (UK) |
| ライラとウィルは、死を待つ人々の待つ待機所に行かされる。人は死ぬべき時に擬人化された自分自身の「死」と会い、湖を渡ると聞かされる。ライラは人間の姿をする自分の"死"に会い、湖に導かれる。舟のこぎ手はパンを拒否し、ライラとウィルのみを舟に乗せる。 コールター夫人は教権に戻り、自分ならライラを蛇による誘惑から守れるとマクフェイル院長を説得しようとする。密かに尾行してきたガリベスピアンのロークと協力し、クーパーがライラを追跡して殺す爆弾を製造していることを見つけ出す。ロークは博士からライラの髪の毛を奪う。コールター夫人は脱出しようとするも捕まり、マクフェイルはコールター夫人をダイモンから切り離したエネルギーで爆弾を発射すると言う。 どこか別の世界で、さまよっていたメアリーは奇妙な生き物に食べ物をもらう。 |   |                                                   |                   |                                |                     |            |
| 20 | 5 | "見えない出口" "No Way Out"                       | Weronika Tofilska | Amelia Spencer                 | 2022年12月19日 (US) | 0.162 (US) |
| 20 | 5 | "見えない出口" "No Way Out"                       | Weronika Tofilska | Amelia Spencer                 | 2023年1月15日 (UK)  | 3.028 (UK) |
| メアリーは知性を持つ奇妙な生き物ミュレファに導かれ、その群れとともに暮らして言葉を学ぶ。イブを誘惑する「蛇」になれと天使に語りかけられる幻視を見る。琥珀を通して世界を見ると、ダストは消えつつある。 ライラとウィルは死者の国に行き、天国を教権に約束されたものの、ハルピュイアに監視される煉獄で希望と記憶を失った幽霊たちに会い、その中にロジャーやスコーズビーを見つける。ライラは幽霊たちに外の世界のことを語って希望を取り戻させ、彼らを率い外の世界に戻ろうとする。 ライラを殺す爆弾を発射するエネルギーを得るため、コールター夫人はダイモンと切り離されそうになる。躊躇したクーパーと、コールター夫人を解放したロークはマクフェイルに殺される。アラルバスからウィルが短剣の所持者だと聞いた摂政天使メタトロンが到来し、爆弾を発射しマクフェイルを殺す。爆弾が死者の国に着弾する。 |   |                                                   |                   |                                |                     |            |
| 21 | 6 | "奈落" "The Abyss"                                | Amit Gupta        | Francesca Gardiner             | 2022年12月19日 (US) | 0.162 (US) |
| 21 | 6 | "奈落" "The Abyss"                                | Amit Gupta        | Francesca Gardiner             | 2023年1月22日 (UK)  | 2.932 (UK) |
| 死者の国での爆発はダストを大きく乱して他の世界にも影響し、アスリエルのキャンプの周辺にも奈落を作る。コールター夫人は真理計を使えるフラ・パベルから、ライラが死んだと聞かされる。コールター夫人は意志機でアスリエルの元に戻り、アラルバスを殺してメタトロンを挑発したせいだとなじる。奈落はルタ・スカジのダイモンを引き寄せて殺し、ルタ・スカジも死ぬ。アスリエルは、ダストでできているダイモンと同じように天使も殺せると知る。セラフィナは、魔女の予言ではライラが「死」を終わらせる「イブ」だとコールター夫人に教える。アスリエルはイオレクに会い、平行世界の異変を起こしたと責めるが、ライラは死んでおらず死者の国に行っただけだと教えられる。コールター夫人に吉報を伝える。天使ザファニアが、ライラとウィルが死から幽霊を解放して第一の予言が成就し、メタトロンとの戦いが迫っているとアスリエルとコールター夫人に教える。 死者の国である煉獄では、ライラやウィルと幽霊たちが爆発をしのぎ、ウィルが短剣を使えるよう高所へ向かう。ライラは崖から落ちるもハルピュイアに救われ、幽霊たちがそれぞれの人生の話を語って聞かせるかわりに案内をしてもらう。ウィルは父ジョン・パリーに会い、ダイモンを探せと言われる。高所に着いたウィルが美しい別世界への窓を切り開き、ロジャーやスコーズビーら幽霊たちは煉獄を抜け出し、粒子に分解されて森羅万象の一部となる。 |   |                                                   |                   |                                |                     |            |
| 22 | 7 | "クラウデッド・マウンテン" "The Clouded Mountain" | Amit Gupta        | Francesca Gardiner             | 2022年12月26日 (US) | N/A        |
| 22 | 7 | "クラウデッド・マウンテン" "The Clouded Mountain" | Amit Gupta        | Francesca Gardiner             | 2023年1月29日 (UK)  | 3.002 (UK) |
| メタトロンと天使の軍は宮殿クラウデッド・マウンテンでアスリエル軍のキャンプの上に迫る。一部の天使、魔女、オグンウェの勢力からなるアスリエルの軍は、イブの堕落が平行世界をオーソリティから解放すると言う魔女の予言を成就するため、ライラがダイモンと再会するための時間を稼ごうとする。メタトロンはスペクターを放つが、コールター夫人が消滅させる。アスリエルとコールター夫人はクラウデッド・マウンテンに入る。メタトロンはかつて人間エノクであったことを明かし、コールター夫人は裏切りメタトロンに従うふりをする。コールター夫人のダイモンがクラウデッド・マウンテンの下の爆弾を起爆し、アスリエルとコールター夫人はメタトロンとともに奈落に落ちて死ぬ。 ライラとウィルは短剣を使ってライラの世界に戻る。オグンウェの軍が二人を見つけ、護衛してキャンプに連れて行く。セラフィナは二人のダイモンを見つけてキャンプに連れて行き、ライラはパンと再会し、ウィルは自分のダイモンと初めて会う。 クラウデッド・マウンテンは消滅し、アスリエル軍は勝利を祝う。ライラとウィルは、老いたオーソリティが水晶の立方体に閉じ込められているのを発見して、解放した上で死なせる。 |   |                                                   |                   |                                |                     |            |
| 23 | 8 | "選択" "The Botanic Garden"                       | Harry Wootliff    | Francesca Gardiner             | 2022年12月26日 (US) | N/A        |
| 23 | 8 | "選択" "The Botanic Garden"                       | Harry Wootliff    | Francesca Gardiner             | 2023年2月5日 (UK)   | N/A        |
| ウィルとライラは奇妙な生き物ミュレファに導かれて、メアリー・マローンに再会する。メアリーは流出つつあるダストを二人に見せ、かつて人生と愛を楽しむために修道女を辞めたことを語る。ゴメス神父が、「蛇によるイブの堕落」を止めようとしてライラを狙うが、バルサモスがゴメスを殺して阻止する。バルサモスもまた塵と消える。ウィルとライラがキスをすると、平行世界でダストの消失が止まる。ザファニアとセラフィナは、「イブの堕落」で世界が癒されると言う魔女の予言が果たされたことを知る。ウィルとライラのダイモンが二人の元に戻る。ザファニアが来て、メアリーの「蛇」としての役割は果たされたと告げる。二人には、世界間の窓を通り闇が流入したと言い、死者の国とこの美しい世界を結ぶ窓以外、すべての窓は閉じられなければならないと言う。ダイモンは別の世界では生きられないため、ライラとウィルは別れ、それぞれ元の世界に戻って二度と会えなくなる。二人は死後に再会することと、毎年聖ヨハネの日には同じ場所に来ることを誓って別れる。セラフィナは、メアリーにダイモンの姿を見せる。メアリーと元の世界に戻ったウィルは短剣を折り、母と再会する。二人はそれぞれの人生を生きる。 |   |                                                   |                   |                                |                     |            |

## 製作
フィリップ・プルマンが1995年から2000年に書いた小説『ライラの冒険』3部作は、ヤングアダルト小説として成功を収め、2007年には長編映画『ライラの冒険 黄金の羅針盤』が製作された。この映画は全世界で3億7,200万ドルの興行収入を記録したが、3部作のファンからは、宗教を批判する要素が薄められているとの批判を受け、また一部の宗教団体からは、原作の反宗教的なテーマについての批判を受けた。特に北米カトリック連盟は当作を「子供に対し無神論を奨励する映画だ」などとしてボイコット運動を展開した結果、続編2作の制作が断念されてしまった。
数年後、権利がフィリップ・プルマンに戻り、2015年11月にBBC Oneが本作の製作を発表した。放送は2017年が予定されていたが、脚本に膨大な時間をかけたため遅れることとなった。
2018年9月12日、HBOが共同製作として参加し国際的な配給を担うことが発表された。

## 評価

### 批評
本作は批評家から好意的な評価を受けている。第1シーズンは批評集積サイトのRotten Tomatoesに90件のレビューがあり、批評家支持率は81%、平均点は10点満点で7.69点となっている。また、Metacriticには22件のレビューがあり、加重平均値は69/100となっている。